# Renate Schroeter
Pour les articles homonymes, voir Schröter.
Renate Schroeter est une actrice allemande née le 27 septembre 1939 à Berlin, et morte le 3 avril 2017 à Fribourg-en-Brisgau.

## Biographie
Renate Schroeter a joué dans de nombreux films de cinéma et de télévision et est principalement connue pour son interprétation dans La Dentellière, un film franco-suisse réalisé par Claude Goretta sorti en 1977 (rôle de Marianne) et dans la série télévisée allemande Le Dernier Témoin (Der Letzte Zeuge, 22 épisodes, 1998-2007) réalisée par Bernhard Stephan (rôle d'Ulla Grünbein).

## Filmographie
| - 1959 : Die Ratten - 1964 : Nach Ladenschluß - 1964 : Die Physiker - 1966 : Wo blieb Friedrich Weisgerber ? - 1969 : Die Kleinbürger - 1974 : Eine geschiedene Frau - 1974 : Die Überlebenden der Mary Jane (Castaway, série) - 1975 : Les Enfants des morts (Haus ohne Hüter) - 1975 : Filmriß - 1977 : La Dentellière de Claude Goretta : Marianne - 1978 : Tatort - 1978 : Kneuss - 1978 : Tochter des Schweigens (série) - 1979 : St. Pauli-Landungsbrücken (de) (série) - 1982 : Die Entscheidung - 1982 : Urlaub am Meer - 1982 : Im Zeichen des Kreuzes - 1983 : Teddy Bär - 1983 : Killer aus Florida - 1983 : TransAtlantique | - 1984 : Lenin in Zürich - 1987 : Die Katrin wird Soldat (série) - 1988 : Die Dollarfalle - 1988 : Radiofieber - 1989-1993 : Ein Haus in der Toskana (série) - 1989 : Un cas pour deux (Ein Fall für sich) - 1993-1996 : Der König (série) - 1997 : Borderline - 1997 : Dr. med. Mord - 1997-2005 : Le Dernier Témoin (Der letzte Zeuge) (série) - 1998 : Hoffnung für Julia - 1998-1999 : Freunde fürs Leben (série) - 2004 : Der Ranger - 2006 : Robin Pilcher - Jenseits des Ozeans - 2007 : Barbara Wood : Sturmjahre - 2007 : Sommerwellen - 2010 : La voie du bonheur (Im Zweifel für die Liebe) (TV) - 2010 : Le Fantôme de mes rêves (Kein Geist für alle Fälle) (TV) - 2010 : Noël au royaume des mille et une nuits (Weihnachten im Morgenland) (TV) |

## Distinctions
- 1972 : Hersfeld-Preis